# Хоккейный Евротур 2004/2005

## Итоговое положение
| М | Сборная   | И  | В | ВО | ПО | П | ШЗ | ШП | РШ  | О  |
| - | --------- | -- | - | -- | -- | - | -- | -- | --- | -- |
| 1 | Россия    | 11 | 4 | 1  | 0  | 4 | 26 | 21 | + 5 | 14 |
| 2 | Швеция    | 11 | 3 | 2  | 1  | 3 | 22 | 24 | - 2 | 14 |
| 3 | Чехия     | 11 | 2 | 2  | 3  | 2 | 25 | 26 | - 1 | 13 |
| 4 | Финляндия | 11 | 3 | 1  | 2  | 3 | 24 | 26 | - 2 | 13 |

## Кубок Ческе Пойиштёвны
Турнир не проводился из-за Кубка мира.

## Кубок Карьяла
Основная статья: Кубок Карьяла 2004
Игры на Кубок Карьяла прошли с 11 по 14 ноября 2004 года. Турнир проводился в Финляндии.
- 11 ноября. Швеция — Россия — 2:1 (1:0, 0:1, 1:0)
- 11 ноября. Финляндия — Чехия — 0:3 (0:0, 0:2, 0:1)
- 13 ноября. Финляндия — Россия — 4:3 (2:1, 1:1, 1:1)
- 13 ноября. Чехия — Швеция — 2:3 (0:1, 1:1, 1:0, 0:0, 0:1)
- 14 ноября. Россия — Чехия — 6:3 (2:1, 3:1, 1:1)
- 14 ноября. Финляндия — Швеция — 5:2 (2:1, 1:0, 2:1)

## Кубок РОСНО
Основная статья: Кубок РОСНО 2004
Игры на Кубок Росно прошли с 16 по 19 декабря 2004 года. Турнир проводился в Москве.
- 16 декабря. Россия — Финляндия — 2:1 (1:1, 1:0, 0:0)
- 16 декабря. Чехия — Швеция — 4:3 (2:1, 0:0, 1:2, 0:0, 1:0)
- 18 декабря. Финляндия — Чехия — 5:4 (1:2, 0:2, 3:0, 1:0)
- 18 декабря. Швеция — Россия — 1:4 (1:1, 0:1, 0:2)
- 19 декабря. Россия — Чехия — 1:0 (0:0, 1:0, 0:0)
- 19 декабря. Финляндия — Швеция — 3:0 (1:0, 0:0, 2:0)

## Шведские игры
Основная статья: Шведские игры 2005
Шведские игры прошли с 10 по 13 февраля 2005 года. Турнир проводился в Стокгольме.
- 10 февраля. Финляндия — Россия — 3:4 (2:1, 1:2, 0:0, 0:1).
- 10 февраля. Чехия — Швеция — 2:3 (1:1, 1:1, 0:0, 0:0, 0:1).
- 12 февраля. Швеция — Россия — 3:2 (1:2, 0:0, 2:0).
- 12 февраля. Финляндия — Чехия — 2:3 ОТ (0:1, 0:0, 2:1, 0:1).
- 13 февраля. Россия — Чехия — 3:4 (0:1, 0:1, 3:2).
- 13 февраля. Швеция — Финляндия — 5:1 (0:0, 3:0, 2:1).

## Игры за 3 место
- 22 апреля. Чехия — Финляндия — 3:3.
- 24 апреля. Финляндия — Чехия — 4:0.

## Финал
| 22 апреля 2005 | Швеция | 1 : 2 (0:0, 1:1, 0:1) | Россия | Глобен Арена, Стокгольм Зрителей: 8173 |

| Отчёт                           | Отчёт                          | Отчёт                                                                    | Отчёт                        | Отчёт                                            |
| ------------------------------- | ------------------------------ | ------------------------------------------------------------------------ | ---------------------------- | ------------------------------------------------ |
|                                 |                                |                                                                          |                              |                                                  |
|                                 | Хенрик Лундквист — 00:00-58:52 | Вратари                                                                  | 00:00-60:00 — Максим Соколов | Судья: Владимир Шиндлер Лео Такула Юхим Карлссон |
|                                 | Голы:                          |                                                                          |                              | Судья: Владимир Шиндлер Лео Такула Юхим Карлссон |
| Хенрик Седин (Д. Седин) — 30.59 | 0:1 1:1 1:2                    | 25:09 — Илья Ковальчук (С. Зиновьев) 50:49 — Евгений Малкин (А. Овечкин) |                              | Судья: Владимир Шиндлер Лео Такула Юхим Карлссон |
|                                 |                                |                                                                          |                              | Судья: Владимир Шиндлер Лео Такула Юхим Карлссон |
|                                 |                                |                                                                          |                              | Судья: Владимир Шиндлер Лео Такула Юхим Карлссон |
|                                 |                                |                                                                          |                              | Судья: Владимир Шиндлер Лео Такула Юхим Карлссон |
| 10 мин                          | Штраф                          | 14 мин                                                                   |                              | Судья: Владимир Шиндлер Лео Такула Юхим Карлссон |
|                                 |                                |                                                                          |                              |                                                  |
|                                 | 28 (10+11+7)                   | Броски                                                                   | 34 (9+15+10)                 |                                                  |

| 24 апреля 2005 | Россия | 5 : 2 (2:2, 2:0, 1:0) | Швеция | Дворец спорта "Лужники", Москва Зрителей: 8100 |

| Отчёт | Отчёт                        | Отчёт                                                    | Отчёт                        | Отчёт       |
| --- | ---------------------------- | -------------------------------------------------------- | ---------------------------- | ----------- |
| |                              |                                                          |                              |             |
| | Максим Соколов — 00:00-60:00 | Вратари                                                  | 00:00-60:00 — Юхан Холмквист | Судья: Рённ |
| | Голы:                        |                                                          |                              | Судья: Рённ |
| Алексей Ковалев (С. Вышедкевич) — (бол) 12:53 Виктор Козлов (А. Яшин) — 16:44 Илья Ковальчук (В. Козлов) — 26:06 Александр Овечкин (Е. Малкин, М. Афиногенов) — 32:04 Александр Сёмин (В. Козлов) — 41:46 | 0:1 1:1 1:2 2:2 3:2 4:2 5:2  | 05:54 — Никлас Крунвалль 13:47 — Юхан Франзен (Я. Хагос) |                              | Судья: Рённ |
| |                              |                                                          |                              | Судья: Рённ |
| |                              |                                                          |                              | Судья: Рённ |
| |                              |                                                          |                              | Судья: Рённ |
| 10 мин | Штраф                        | 26 мин                                                   |                              | Судья: Рённ |
| |                              |                                                          |                              |             |
| | 26 (10+9+7)                  | Броски                                                   | 28 (8+10+10)                 |             |

### Лучшие снайперы
Илья Ковальчук — 6 шайб
Юсси Йокинен — 6
Джонатан Хедстрём — 4
Александр Скугарев — 3
Магнус Канберг — 3
Хенрик Зеттерберг — 3
Олли Йокинен — 3
Йозеф Вашичек — 3
Ян Главач — 3

### Победители
Александр Ерёменко
Дмитрий Калинин
Алексей Семёнов
Василий Турковский
Сергей Гусев
Виталий Атюшов
Игорь Щадилов
Илья Ковальчук
Александр Скугарев
Алексей Симаков
Александр Овечкин
Алексей Кайгородов
Максим Афиногенов
Петр Счастливый
Артём Крюков
Владимир Антипов
Олег Сапрыкин
Дмитрий Афанасенков
Максим Соколов
Евгений Гладских
Александр Бойков
Владимир Маленьких
Илья Брызгалов
Алексей Ковалёв
Александр Гуськов
Павел Дацюк
Виталий Вишневский
Александр Сёмин
Александр Рязанцев
Фёдор Фёдоров
Николай Жердев
Антон Курьянов
Александр Пережогин
Алексей Кудашов
Фёдор Тютин
Максим Кондратьев
Вадим Хомицкий
Александр Попов
Денис Куляш
Денис Денисов
Филипп Метлюк
Андрей Марков
Артём Чубаров
Алексей Егоров
Александр Фролов
Сергей Вышедкевич
Александр Карповцев
Евгений Малкин
Виктор Козлов
Виталий Прошкин
Сергей Зиновьев
Александр Харитонов
Алексей Яшин

## Победитель Еврохоккейтура 2004/2005
| Победитель Еврохоккейтура 2004/2005 |
| Россия Первый титул                 |